# Povilas Butkevičius
Povilas Butkevičius (Biržai, 26 settembre 1987) è un ex cestista lituano.

## Palmarès
- Campionato estone: 1

Tartu Ülikooli: 2006-07
- Lega Baltica: 1

Žalgiris Kaunas: 2009-10